# Монтефуско
Монтефу̀ско (на италиански: Montefusco) е село и община в Южна Италия, провинция Авелино, регион Кампания. Разположено е на 705 m надморска височина. Населението на общината е 1408 души (към 2010 г.).